# 吉隆野丁香
吉隆野丁香（学名：Leptodermis kumaonensis）为茜草科野丁香属下的一个种。其种加词“kimberleyensis”意为“印度库马盎（Kumaon (कुमाऊं) division）的”。